# Tältprojektet
Tältprojektet, även kallat Vi äro tusenden, var en stor musikalisk och vänsterpolitisk teaterföreställning som turnerade i Sverige och Danmark i mitten av 1977 och framförde en dramatisering av den svenska arbetarrörelsens historia. Tältprojektet pågick under fyra och en halv månad. Turnén besökte 31 platser och spelade 82 föreställningar. 
Flera av tidens mest framträdande artister och grupper med koppling till den politiska musikrörelsen i Sverige medverkade, till exempel Nationalteatern, Nynningen, Oktober, Tidningsteatern och Narren. Bland de medverkande skådespelarna fanns Sven Wollter, Totta Näslund, Eva Remaeus, Henric Holmberg, Christer Boustedt, Sonja Lund, Johannes Brost, Marianne Lindberg De Geer och Björn Granath. 
Ulf Dageby och Nationalteatern skrev många av de sånger som framfördes, framför allt de två huvudnumren "Vi äro tusenden" och "Aldrig mera krig" (båda framförda av Totta Näslund, text av Peter Wahlqvist och musik av Ulf Dageby).
Föreställningen, som sågs av över 100 000 människor, gavs ut på LP-skiva (1977) och senare även på CD (1993). Delar av föreställningen och händelser under turnén finns dokumenterade i dokumentärfilmen Tältet (1978), som gjordes av Göran du Rées och Christina Olofson.
Marianne Lindberg De Geer gjorde 2005 en dokumentärfilm, Jag tänker på mig själv – och vänstern, om 1977 års tältprojekt där hon intervjuade många av de inblandade.